# Giorgio Milani (artista)
Giorgio Milani (Piacenza, 1946) è un artista italiano.

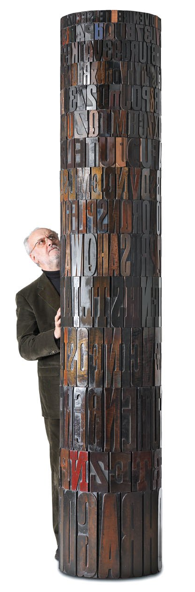
"Torre Di Gutenberg", 2006 Assemblaggio di caratteri tipografici di legno cm h 300 x ø 56

Divenuto famoso soprattutto per i suoi cosiddetti "Poetari", assemblaggi di caratteri tipografici in legno. L'alfabeto e la scrittura sono gli oggetti della sua ricerca artistica. il critico d'arte, Luciano Caramel ha definito la sua, un'arte di "poesia visivo-oggettuale".

## Esposizioni 1997-1999
I "Poetari" che caratterizzano la sua produzione attuale sono frutto di un percorso che inizia a metà degli anni sessanta e si sviluppa per tutto il ventennio successivo. Vennero esposti per la prima volta nel 1997 a Milano nella mostra "Poetari di fine Gutenberg", organizzata dalla Fondazione Stelline, con il patrocinio del Comune di Milano e curata dal critico d'arte, Tommaso Trini.  Sempre nello stesso anno "Il Poetario Blu", un'altra sua opera di grande formato viene collocata all’interno dell’Università Cattolica di Piacenza. Il 1998, è l'anno de, "Il Libro Poetario di Gutenberg", realizzazione di notevoli dimensioni posta su una suggestiva struttura ondulata collocata per abbellire l’ingresso della Biblioteca Passerini Landi di Piacenza. Due tappe significative segnano la sua attività espositiva: tra il 1998 ed il 1999, a Miami, in Florida, presso l'Art Miami, e, sempre nel 1999 presso la Fondazione Stelline di Milano, espone il grande e suggestivo "Jesus-Poetario, Crocifisso di fine millennio", attualmente situato presso l'Università Cattolica di Piacenza.

## Esposizioni 2000-2006
Nel 2000 è presente con la mostra "Poetari di cielo" a cura del critico e storico d'arte, Luciano Caramel, presso la Galleria d'arte 2000 & Novecento di Reggio Emilia. Da allora la notorietà dei suoi "Poetari" si diffonde sia in Italia che all'estero: dal 2000 ad oggi tiene, infatti, importanti mostre rispettivamente a Barcellona (Spagna), Gand (Belgio), Monaco (Germania), Lipsia (Germania), Montecarlo (Principato di Monaco), Beirut (Libano), Berlino (Germania), New York (U.S.A.) ed a Milano, Padova, Torino, Reggio Emilia e Bologna in Italia. Nel 2002 il Druckunst Museum di Lipsia gli dedica un'importante mostra personale. Nel 2005, invitato alla XIV Quadriennale di Roma, espone l'"Opera aperta", un grande "poetario" costituito da circa 1800 fregi e caratteri topografici.

## Esposizioni 2007-2010
Nel 2007 la DFG (Deutsche Forschungsgemeinschaft) organizza a Bonn la più grande esposizione di "Poetari" provenienti da diversi paesi europei. Sempre nel 2007 espone a Milano nella sede di Agoràrte in una mostra curata da Philippe Daverio realizzando, nelle vicinanze di via Brera, una grande fontana in marmo di Carrara il cui nome trae ispirazione dagli "Ossi di Seppia" di Eugenio Montale. È presente inoltre al MART di Rovereto nella mostra: "La parola nell'arte, ricerche d'avanguardia nel '900. Dal Futurismo a oggi". Nel 2009 è invitato a Berlino insieme ad altri 15 artisti internazionali per la realizzazione di opere all'interno della Biblioteca Statale Inter den Linden. Al 2010 risale l' "Opera aperta fra Oriente ed Occidente", scenografica scultura-fontana in bronzo e acciaio collocata nel contesto di riqualificazione urbanistica in Piazza Lorenzo Barbieri a Salsomaggiore. Presso la stazione ferroviaria di Fiorenzuola d'Arda realizza "ROSAe", scultura di 8 m in acciaio e masselli di calcestruzzo.

## Esposizioni 2011-2018
Nel 2011 inaugura la sua più grande "opera-poetario", "Eco di Passi nella Memoria", installando sull'intera facciata del Campiello di Vigonovo, 190 pannelli di corte lavorati al laser con versi scelti insieme a Daverio. Nel 2013 espone a Berlino, negli spazi dell'ambasciata italiana, un video e cinque sculture nella mostra personale "Dalla Babele al rogo" e, contemporaneamente, all'Istituto Italiano di Cultura, dieci "poetari" e frottage in una mostra intitolata "Dalla Babele al dialogo". Sempre nel 2013 espone a New York in due mostre personali: "White Words" presso Boffi Soho e "Poetari e frottage" a cura di Philippe Daverio, presso il Consolato Generale d'Italia. Nel 2014 progetta e realizza il Portale della Chiesa di Santa Franca a Piacenza dal titolo "La Porta di Luce" con una facciata in acciaio Corten lavorato a laser della Madonna di Lourdes. Nel 2015 espone aL "Step Art Fair", presso la Fabbrica del vapore a Milano, alcuni lavori in anteprima, della serie "Sublimazioni".
Nel 2018 partecipa al progetto "di Parole faccio Arte" ideato da Whitelight Art gallery.
Una mostra itinerante in tre città Milano, Roma, Torino sviluppata sul tema della poesia in arte visiva.

## Galleria d'immagini

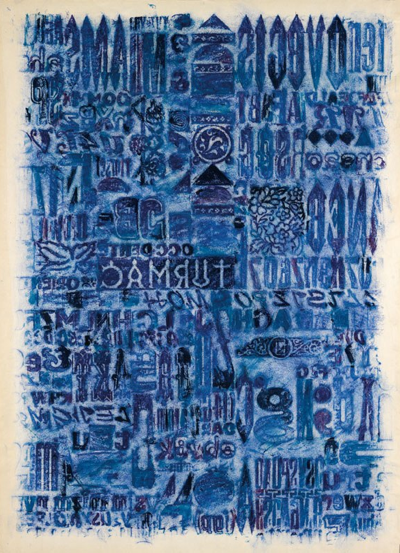
Oriente Occidente Blu, 2007 Frottage di colori a olio su tela cm 140x100
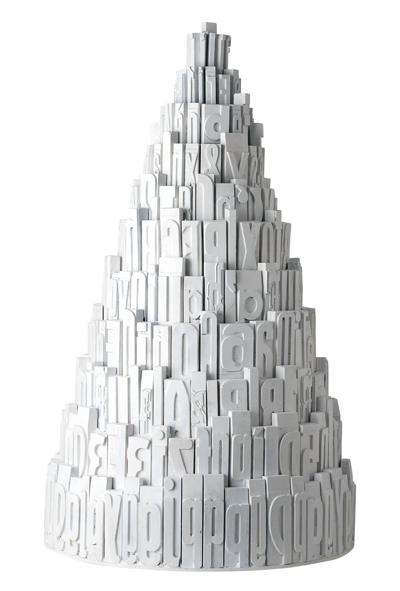
Babele Bianca, 2006 Assemblaggio di caratteri tipografici di legno cm h 85 x ø 67
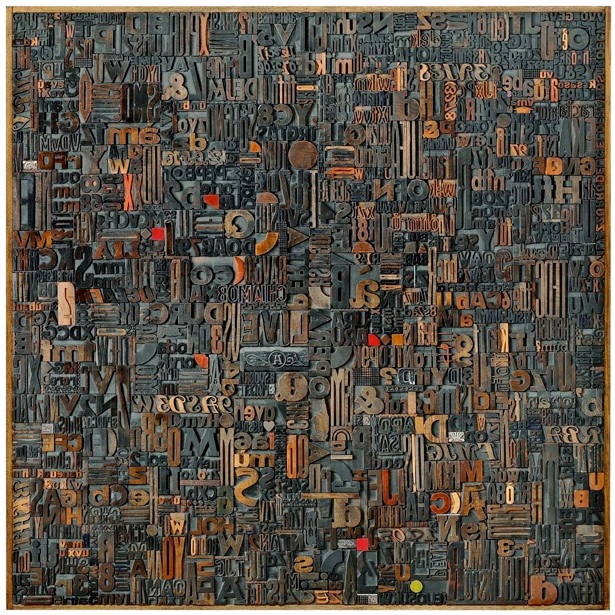
Opera aperta, 2005 Poetario di fine Gutenberg, Assemblaggio di 1867 fregi, cliché e caratteri tipografici di legno cm 184 x 184